# Bimbo Akintola
Bimbo Akintola (sinh ngày 5 tháng 5 năm 1970) là tên của một nữ diễn viên người Nigeria.

## Lí lịch
Bà sinh ra ở thành phố Ibadan, bang Oyo, cha là người ở bang Oyo, còn mẹ bà là người ở bang Edo. Bà học tiểu học tại trường một trường tư tên là Maryland Convent, ở Maryland, bang Lagos. Tiếp đến bà học tiểu học ở trường trung học Command Day, cũng ở bang Lagos. Sau đó, bà học ở trường đại học Ibadan và tốt nghiệp với bằng nghệ thuật đường phồ.

## Sự nghiệp
Năm 1995, bà xuất hiện lần đầu tiên trong bộ phim Owo blow và tiếp đến vào năm 1997, bà tiếp tục góp mặt trong bộ phim phim Out of Bounds. Bà được đề cử giải nữ diễn viên chính xuất sắc nhất tại buổi lễ trao giải thưởng phim Nollywood năm 2013. (Nollywood là tên của nền công nghiệp điện ảnh của Nigeria)

## Khác
Bà là người đã giúp đỡ nữ diễn viên Iyabo Ojo bắt đầu sự nghiệp diễn xuất của bà. Iyabo Ojo đã mô tả rằng:"Khi tôi 21 tuổi, tôi đến gặp Bimbo Akintola sau khi xem xong một bộ phim mà cô ấy đóng và nói rằng mình muốn làm diễn viên. Cô ấy đồng ý và giúp đỡ tôi. Sau khi dạy tôi xong, tôi vào nhóm diễn viên của Nigeria rồi sau đó cô ấy luôn giữ tôi quanh mình. Cốt là để giới thiệu tôi cho nhiều người mà cô ấy biết".

## Phim ảnh
Dưới đây là những bộ phim mà bà đã góp mặt đã qua chọn lọc:
- Owo Blow (1995)
- Out of Bounds (1997)
- The Gardner (1998)
- Dangerous Twins (2004)
- Beyond the Verdict (2007)
- Smoke and Mirrors (2008)
- Hoodrush (2012)
- Ayitale (2013)
- Heaven's Hell (2015)
- 93 Days (2016)